# Thomas Dörflein

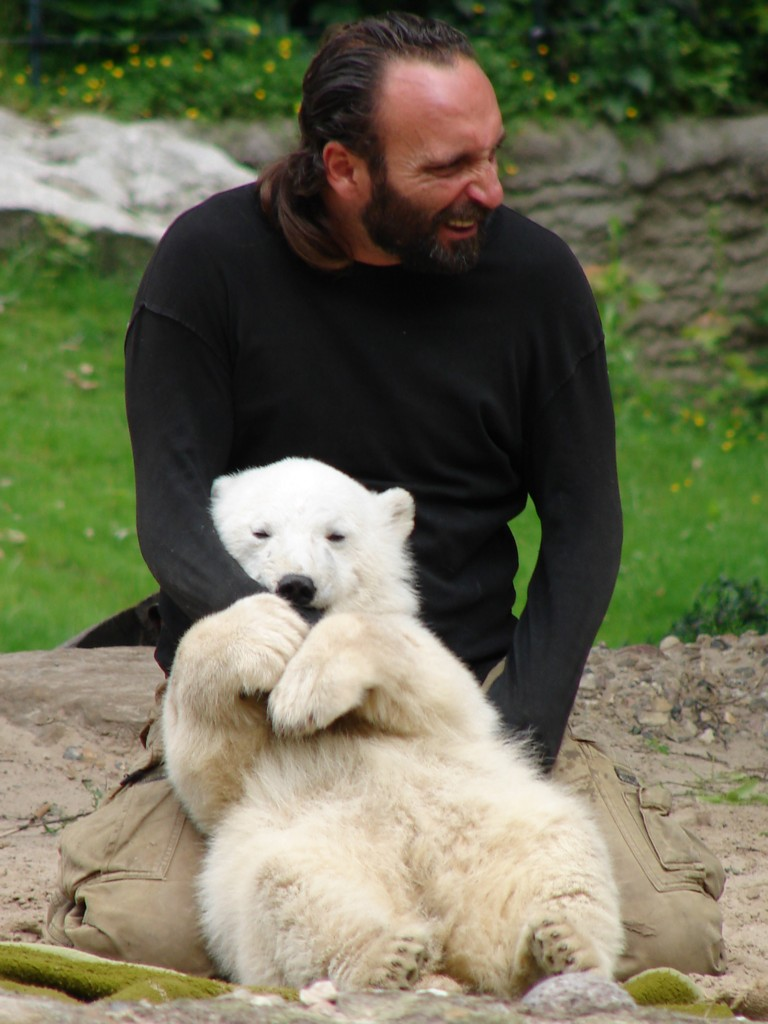
Dörflein Knuttal 2007 májusában

Thomas Dörflein (Berlin, 1963. október 13. – Berlin, 2008. szeptember 22.) német állatgondozó, a Berlini Állatkert munkatársa, Knut gondozója.

## Élete
Dörflein Berlinben élt. 1982-ben kezdett a berlini állatkertben dolgozni, az emberszabásúak és a ragadozók gondozója lett. 1987-től a medvék és farkasok gondozásával, tenyésztésével foglalkozott.
2006. december 5-én az állatkertben – 30 év után először – két jegesmedvebocs született. Az anya eltaszította magától a két kölyköt, az egyik bocs négy napos korában elpusztult. Az életben maradt medve felnevelésével Dörfleint bízta meg az intézmény igazgatója. Dörflein a kis medvének a Knut nevet adta. A jegesmedve felnevelése nagy sajtóvisszhangot kapott, a nyilvánosság előtt hamar népszerűvé vált a medve és gondozója.
Munkája elismeréseként 2007. október 1-jén Dörfleinnek ítélték a Verdienstorden des Landes Berlin díjat. Megkapta a Berlin Állami Díj (Staatliche Münze Berlin) ezüst fokozatát. 2007 decemberében egy felmérésben a Berliner Morgenpost olvasói és a 94,3 rs2 rádió hallgatói a „legnépszerűbb berlininek” választották.

## Halála

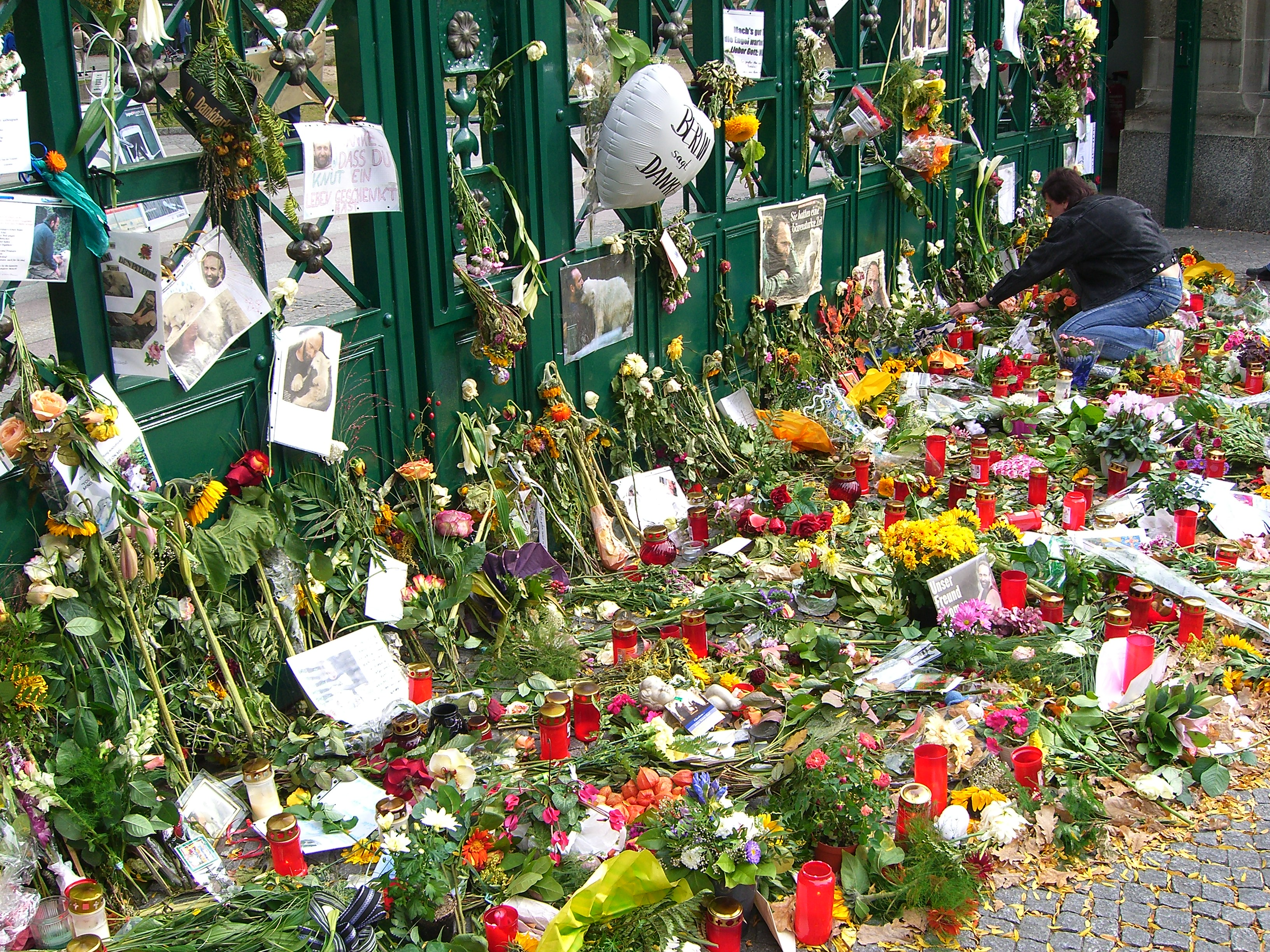
Az állatkert bejárata Dörflein halála után

2008 áprilisában Dörfleinnél rákot diagnosztizáltak. 2008 szeptemberében Dörfleinnel egy váratlan szívroham végzett. 2008 októberében szűk családi körben temették el.
Dörflein tiszteletére az állatkert üzemeltetője díjat alapított. A Thomas Dörflein-díjat minden évben egy állatgondozónak adományozzák.

## Filmszerepei
- 1994: Berliner Zoogeschichten (A berlini állatkert története)
- 2006: Berliner Schnauzen (Berlin ormányosai)
- 2007: Knut! – Aus der Kinderstube eines Eisbären (Knut! – A jegesmedve-óvodából)
- 2007: Hallo Knut!
- 2007: Frohe Pfingsten, Knut! (Boldog pünkösdöt, Knut!)
- 2007: Knut, das Eisbärbaby (Knut, a jegesmedvebocs)
- 2007: Knut, der Eisbärjunge (Knut, az ifjú jegesmedve)
- 2007: Panda, Gorilla & Co. (Pandák, gorillák és társai)
- 2007: Happy Birthday, Knut! (Boldog születésnapot, Knut!)
- 2007: Verrückt nach Knut – Ein Eisbär erobert die Welt (Knut-mánia – Egy jegesmedve meghódítja a világot)
- 2008: Roter Teppich für Knut (Vörös szőnyeg Knutnak)
- 2008: Knut und seine Freunde (Knut és barátai)
- 2010: Knut – Ein Eisbär wird halbstark (Knut – A felnőtt medve)

## Fordítás
- Ez a szócikk részben vagy egészben  a   Thomas Dörflein című német Wikipédia-szócikk fordításán alapul.  Az eredeti cikk szerkesztőit annak laptörténete sorolja fel. Ez a jelzés csupán a megfogalmazás eredetét és a szerzői jogokat jelzi, nem szolgál a cikkben szereplő információk forrásmegjelöléseként.